# Hermann Bischoff
Hermann Bischoff fue un compositor alemán de música clásica nacido en 1868 en Duisburgo y fallecido en 1936 en Berlín.
Tras sus primeros estudios de música en Leipzig, conoció a Richard Strauss, recibiendo su influencia en su composición. Autodefinido como algo indolente y perezoso para acabar con los proyectos comenzados, su trabajo no es de gran extensión y tampoco muy conocido.

## Obra
Algunas de sus obras son:
- Sinfonía nº 1 en mi mayor, 1906 (realizada en Essen, en el mismo festival del estreno de la Sexta Sinfonía de Gustav Mahler).[2]
- Sinfonía nº 2 en re menor, 1910.
- Introducción y Rondó para orquesta, 1926.
- Canciones para piano.

## Fuente
- Datos: Q820202